# 8255 Masiero
8255 Masiero è un asteroide della fascia principale. Scoperto nel 1981, presenta un'orbita caratterizzata da un semiasse maggiore pari a 2,6889145 UA e da un'eccentricità di 0,0465623, inclinata di 1,62533° rispetto all'eclittica.
L'asteroide è dedicato all'astronomo statunitense Joseph Masiero.